# Andain

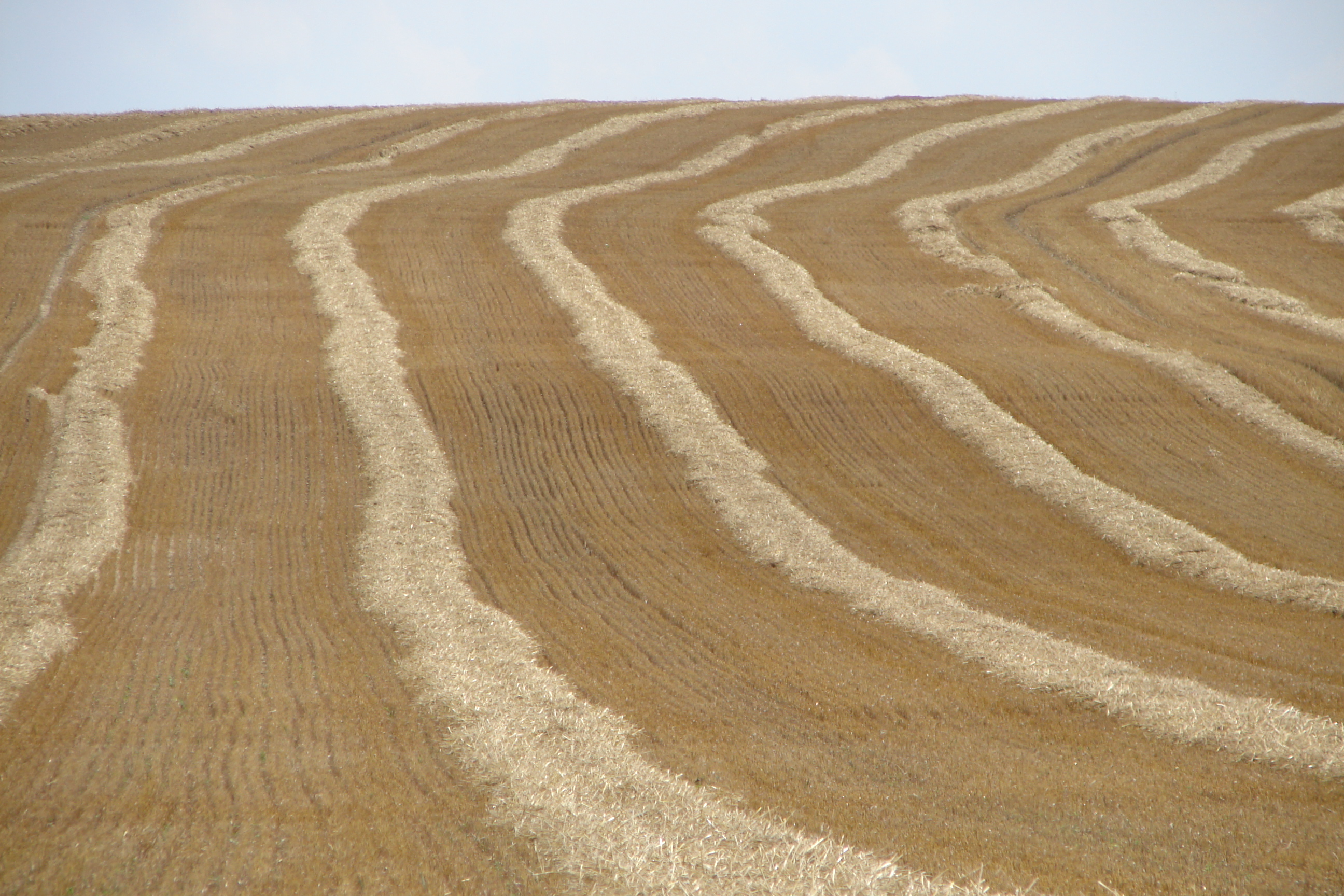
Andains de paille après moisson dans un pays d'agriculture intensive : Guise en Picardie, France.

Pour l’article ayant un titre homophone, voir Andin.
Pour les articles homonymes, voir Andain (homonymie).
 (novembre 2016).
Si vous disposez d'ouvrages ou d'articles de référence ou si vous connaissez des sites web de qualité traitant du thème abordé ici, merci de compléter l'article en donnant les références utiles à sa vérifiabilité et en les liant à la section « Notes et références ».
L'andain est une bande continue de fourrage, de paille ou d'autres matériaux déposée au sol. Il peut s'agir de fourrage après le passage d'une faucheuse ou d'un andaineur, de paille après le passage de la moissonneuse, de déchets organiques destinés à être compostés, de branchages, d'andain de neige, etc.

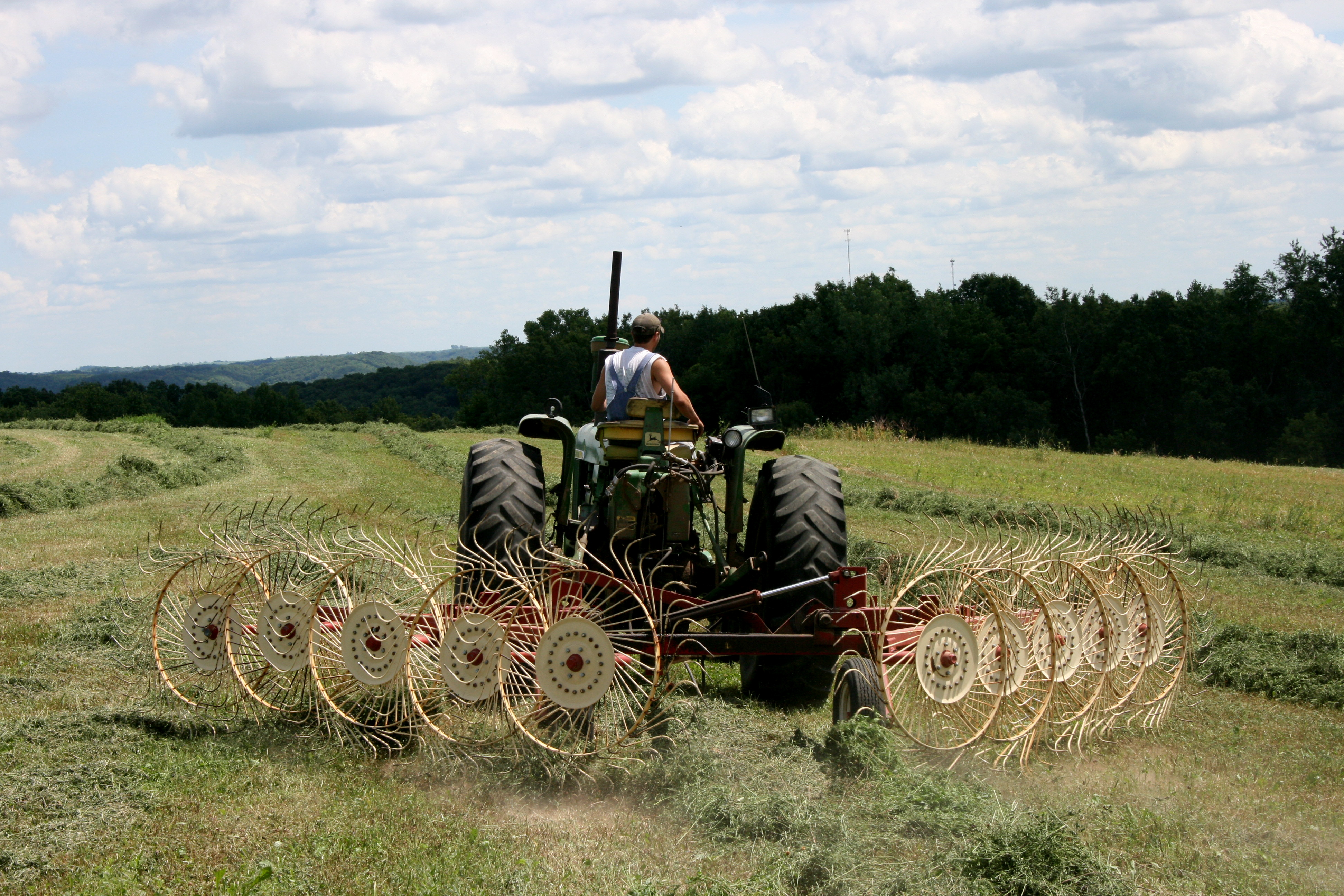
Andainage avec un rateau-andaineur double à roues « soleils ». Wisconsin, 2009. Technologie plus fréquente dans les années 1970.

L'andainage est une opération qui a pour but de rassembler en lignes ces matériaux pour faciliter leur manipulation ou traitement ultérieur.
Le terme a désigné un coup de faux, puis la quantité d'herbe abattue d'un seul coup de faux et enfin la rangée d'herbe que laisse le fauchage longitudinal d'un pré. Il s'applique aujourd'hui à différents types de récoltes ou de résidus que l'on rassemble en bandes, par exemple la paille derrière une moissonneuse-batteuse, le foin ou les résidus de végétation derrière une faucheuse, ou encore les blocs rocheux issus de l'épierrage de la parcelle.
Par analogie de forme, au Québec le même terme est parfois utilisé pour désigner l'andain de neige formé par les engins de déneigement, soit pour être laissé sur la chaussée, soit en préparation d'un ramassage par une souffleuse à neige. En sylviculture, on parle aussi d'andainage quand on extrait le bois coupé dans une forêt, après une éclaircie par exemple.

## Étymologie
Latin ambitanus de ambire : aller des deux côtés (mouvement de la faux) : mesure équivalente à un pas, puis surface de céréale ou de fourrage abattue d'un coup de faux. Italien : andane. L'andain a désigné en ancien français une mesure de surface équivalente à la bande de terrain fauchée par un homme sur la longueur d'un champ avant de prendre son sens actuel.

## Agriculture

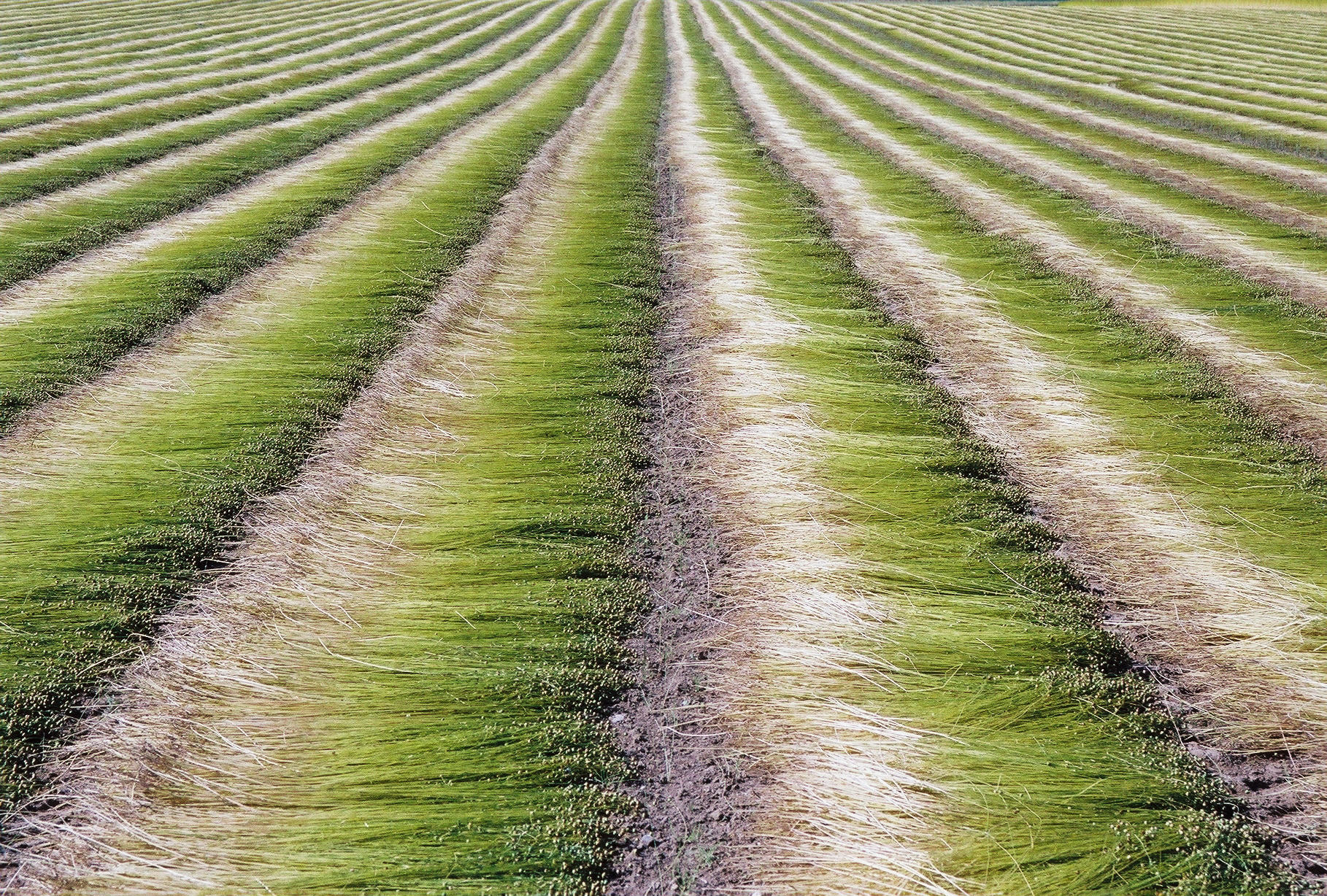
Andains de lin-fibre avant rouissage.

De nombreuses récoltes nécessitent un andainage préalable à un conditionnement ultérieur : ramassage manuel ou mécanique, fanage, bottelage, rouissage, broyage. C'est le cas du foin et de l'ensilage préfané, de la paille, du lin-fibre, du chanvre textile. Avant l'apparition des récolteuses combinées (intégrales), les arracheuses alignaient les pommes de terre et les betteraves en andains au sol avant qu'elles ne soient reprises.
Il peut s'agir de coproduits, ainsi les andains de fanes de pois, d'arachide, de niébé ou de certains légumes peuvent être récupérés pour l'alimentation des animaux après récolte des grains. Des déchets divers peuvent aussi être andainés au champ pour être broyés ou récupérés pour compostage mais aujourd'hui celui-ci se fait généralement sur plate-forme avec des andains de taille imposante. Le broyage de la paille ou des déchets au champ permet aussi d'entretenir les réserves humiques et minérales du sol.
Les moissonneuses-batteuses peuvent être munies d'un broyeur-éparpilleur débrayable en sortie de paille. S'il est en fonction, il n'y a alors évidemment pas formation d'andains. De même, les épareuses sont des faucheuses qui broient et ne forment pas d'andains.

### Regroupement d'andains
Dans le cas de la paille, les andaineurs permettent de regrouper les andains. Dans le cas des fourrages, les faucheuses à timon oscillant alternent le côté de coupe par rapport au tracteur. Un simple déflecteur permet alors de rapprocher les andains par deux. D'autres faucheuses de grande largeur sont équipées à l'arrière d'un système de déplacement d'andains. On peut alors grouper les andains en faisceaux par deux ou trois. Il existe aussi des machines, appelées groupeurs d'andains, spécialement destinées au regroupement d'andains. Le groupage d'andains est surtout appécié pour l'ensilage d'herbe préfanée car il permet d'utiliser tout le potentiel des grosses ensileuses automotrices sans nécessiter un pick-up démesurément large.

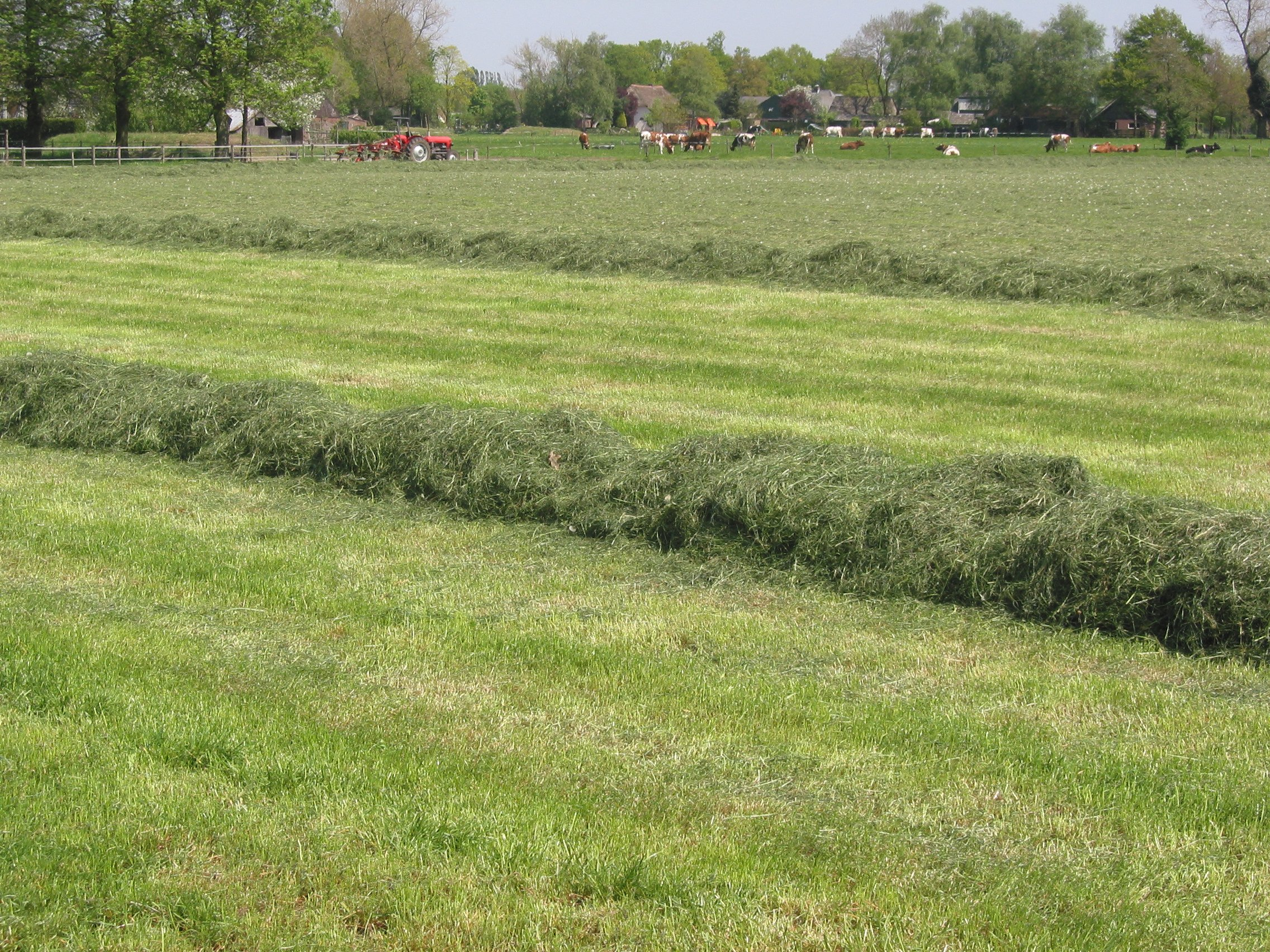
Andain de fourrage.

## Compost

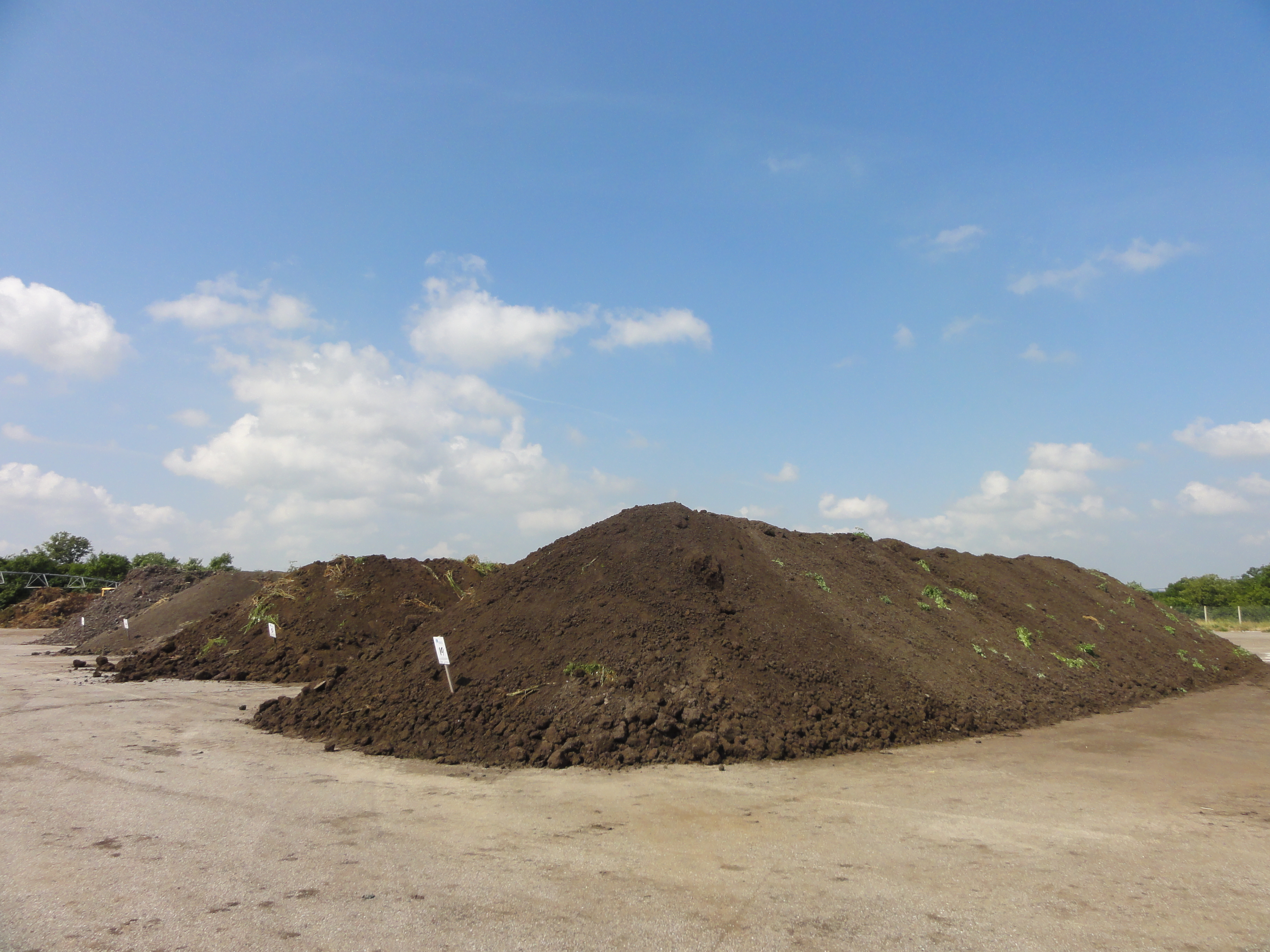
Andains de compost (3mx3mx20m), 2014

Pour traiter les déchets verts, on réalise des andains de matières organiques pour les composter. La disposition en andains facilite le passage de la machine destinée à remuer et homogénéiser les matières en vue d'obtenir une fermentation régulière sur l'ensemble du profil.
La forme idéale de l’andain dépend du système de compostage choisi. Grâce au processus de broyage, les matières devraient prendre une structure définie en fonction de la forme de l’andain ; cette structure détermine dans une large mesure l’aptitude aux échanges gazeux ainsi que la hauteur de l’andain qui en dépend.
On compte, en règle générale, trois formes d’andain différentes :
- l'andain en couches ;
- l'andain en triangle ;
- l'andain trapézoïdal ou plat.

L’andain dépend de la présence de substances nutritives et de la teneur en humidité et en oxygène. L’expérience montre que l’andain devient vraiment actif, lorsqu’au début du compostage, le rapport carbone/azote (rapport C/N) se situe entre 30 et 40.
Une certaine structure, c’est-à-dire teneur en oxygène, doit être présente dans l’andain, afin que le matériau ne s’affaisse pas, ce qui priverait d’air les micro-organismes. Dans le cas d’un andain trop aéré, il y a risque de dessèchement. Il en résulterait une perte importante de matières nutritives.
En conséquence, il est très important de veiller à un bon mélange de la matière lors de l’édification de l’andain.

### Andain par couches
Cet andain n’est pratiquement plus utilisé aujourd’hui, sur les grandes plates-formes de compostage. Dans ce cas de figure, les déchets végétaux étaient superposés. Chaque couche était broyée individuellement au moyen d’un broyeur forestier entraîné par un tracteur et en même temps légèrement mélangée.
En raison des divers véhicules (véhicule de livraison, tracteur et broyeur) qui devaient passer sur le tas, le matériau était fâcheusement compressé. Le broyage ainsi que le mélange de l’andain n’étaient pas satisfaisants. Ce système s’étant révélé non rentable, il a quasiment été abandonné.

### Andain en triangle
L’andain triangulaire présente une hauteur allant jusqu’à 2 m et une largeur de 2,5 à 3 m. En utilisant un broyeur, on obtient automatiquement un andain plus ou moins triangulaire. La hauteur et la largeur dépendent alors de la dimension et de la forme du canal d’éjection du broyeur.
Dans le cas d’un andain triangulaire ayant une couche extérieure d’épaisseur de 0,3 m, ce qui représente 40 % du volume total, on constate que l’activité biologique est limitée dans cette partie. En effet, dans cette zone, la température ne peut atteindre la valeur qui contribuera à la destruction des graines de mauvaises herbes et à l’hygiénisation de l’andain. C’est là un inconvénient important de l’andain triangulaire.
Un autre point faible de l’andain triangulaire est son manque de résistance aux variations du temps. La surface centrale relativement petite peut d’une part sécher rapidement sous l’effet du vent, et d’autre part se détremper rapidement en cas de précipitations abondantes. Les surfaces externes de l’andain agissant comme un toit, la pluie s’écoule par ses côtés et se rassemble à la base. Il convient donc de prévoir un système d’évacuation afin d’éviter le détrempage de la base de l’andain. Des couloirs sont généralement aménagés entre les différents andains triangulaires.
L’expérience montre que les plates-formes de compostage dans lesquelles on a opté pour des andains triangulaires requièrent une surface relativement importante. Il faut compter en moyenne 1,83 m2 de surface par mètre cube de matériau broyé (couloirs compris).

### Andain trapézoïdal
Sur les plates-formes de compostage ayant opté pour les andains trapézoïdaux ou plats, la matière broyée est mise en andains avec des chargeurs à roues.
La hauteur de cet andain est fonction du matériau de base et des conditions atmosphériques régionales. Il est possible de constituer des andains d’une hauteur allant jusqu’à 3 m et d’une base d’une largeur d’environ 10 à 12 m.
Avec une hauteur de 3 m et une pente importante (70°), le besoin en surface par mètre cube de matériau broyé est réduit à 0,38 m2/m3. Par conséquent, les plates-formes de compostage dans lesquelles on a opté pour des andains trapézoïdaux ne requièrent que 1/5e de la surface requise par les plates-formes avec des andains triangulaires.
De plus, la zone extérieure représentant 15 à 17 % du volume total est plus favorable à l’hygiénisation et à la destruction effective des germes de graines de mauvaises herbes.
Un autre avantage de l’andain trapézoïdal est une bonne autorégulation de l’intensité de la dégradation en fonction de l’humidité en présence. L’andain trapézoïdal possède d’une part une bonne aptitude au stockage de l’eau en cas de sècheresse et d’autre part une bonne aptitude à l’absorption d’eau en cas de fortes précipitations. Ainsi, lorsque l’andain est formé de façon conforme, il n’y aura quasiment pas de lessivage ni d’excédent d’eau d’infiltration.

#### Andain plat
L’andain plat est un andain trapézoïdal élargi sur une grande surface. Sa largeur variable permet d’obtenir un rapport encore meilleur entre volume et surface requise, c’est-à-dire que le matériau broyé peut être composté sur une surface encore plus réduite.
Les plates-formes de compostage exploitées professionnellement et à l’échelle industrielle adoptent de plus en plus l’andain plat.

## Andain de pierre
Un andain de pierre est un alignement de cailloux et de blocs rocheux issus de l'épierrage d'une parcelle agricole ou autre. Sa longueur peut atteindre plusieurs dizaines à plusieurs centaines de mètres, et le diamètre des blocs plusieurs dizaines de centimètres. Les épierreuses modernes arrachent les pierres et forment les andains, sur toute la superficie concernée, qui sont ensuite soit broyés, soit collectés.
Selon leur disposition sur la parcelle, certains andains de pierre peuvent jouer un rôle important dans l'écoulement des eaux, en retenant par exemple les eaux pluviales. D'autres, végétalisés, peuvent présenter un intérêt écologique ou paysager tout comme certaines haies. Cependant, l'enlèvement des andains de pierre est souvent envisagé pour plusieurs raisons : ils sont dans certains cas considérés comme des foyers potentiels d'espèces nuisibles - animales ou végétales - ou encore comme un manque à gagner pour l'exploitant agricole, compte tenu de leur emprise au sol parfois importante.

## Andain de bois
Terme utilisé en bûcheronnage pour désigner les branchages restants après abattage, puis façonnage des arbres pour séparer les bois d’œuvre (fûts pour le sciage), les bois de chauffe et les branchages mis en andains pour, dans le temps, être brûlés sur place l'hiver ; cela permettait de pouvoir s'y réchauffer et cuire son repas. Ils pouvaient brûler pendant plusieurs jours sans s'éteindre. Aujourd'hui ces bois sont broyés pour servir à différentes applications : pellets de chauffage, fabrication de matériaux composites ; les Canadiens en font depuis plus de trente ans des matériaux pour bardages de maisons en ossature bois.